# Giro di Lombardia 1916
Il Giro di Lombardia 1916, dodicesima edizione della corsa, fu disputata il 5 novembre 1916, su un percorso totale di 232 km. Fu vinta dall'italiano Leopoldo Torricelli, giunto al traguardo con il tempo di 8h41'35", alla media di 26,687 km/h, precedendo i connazionali Camillo Bertarelli e Alfredo Sivocci. Inizialmente arrivò secondo Gaetano Belloni, che successivamente venne squalificato.
Presero il via da Milano 54 ciclisti e 12 di essi portarono a termine la gara.

## Ordine d'arrivo (Top 10)
| Pos. | Corridore           | Squadra | Tempo      |
| ---- | ------------------- | ------- | ---------- |
| 1    | Leopoldo Torricelli | Maino   | 8h41'35"   |
| 2    | Camillo Bertarelli  | Ganna   | a 58"      |
| 3    | Alfredo Sivocci     | Dei     | a 5'22"    |
| 4    | Angelo Vay          | -       | a 20'49"   |
| 5    | Arturo Ferrario     | Stucchi | a 53'00"   |
| 6    | Costante Costa      | -       | s.t.       |
| 7    | Domenico Schierano  | -       | s.t.       |
| 8    | Clemente Canepari   | Stucchi | a 1h02'50" |
| 9    | Telesforo Benaglia  | -       | a 1h07'25" |
| 10   | Ruggero Ferrario    | -       | a 1h09'35" |